# 小平季遠
小平 季遠（こだいら すえとお）は、戦国時代から安土桃山時代にかけての武士。蠣崎氏の家臣。

## 略歴
小平季久の子として誕生。
室は蠣崎季広の娘。長男に季長、次男に季時がいる。
| スタブアイコン | サブスタブ | この項目は、まだ閲覧者の調べものの参照としては役立たない、人物に関連した書きかけの項目です。この項目を加筆・訂正などしてくださる協力者を求めています（P:人物伝/PJ:人物伝）。 |